# Mariposa (gruppo musicale)
I Mariposa sono un gruppo musicale italiano formatosi nel 1999 a Bologna.

## Storia del gruppo
Il progetto nasce nel marzo 1998, quando Michele Orvieti, Gianluca Giusti e Alessandro Fiori pubblicano un primo demo autoprodotto dal titolo L'arco di gesso. Nel corso di alcuni anni, questo trio diventa settetto grazie all'ingresso nella band di Valerio Canè, Enzo Cimino, Enrico Gabrielli e Rocco Marchi. Nascono così i Mariposa, termine spagnolo che vuol dire "farfalla".
La nascita del gruppo va fatta coincidere convenzionalmente con il 26 novembre 1999, data del loro concerto di debutto al centro sociale "La Villa Occupata" di Firenze.
Nel 2000 esce l'album d'esordio, Portobello illusioni.
La loro musica parte dalla forma-canzone ma unisce componenti di elettronica lo-fi, free jazz, teatro surreale e psichedelia. Proprio per questo dal 2003 decidono che fanno "musica componibile", poiché lo spirito dell'assemblaggio da cucina componibile è quello che meglio riassume le loro intenzioni, volontarie o meno. Di fronte ad un numero sempre crescente di concerti dal vivo e produzioni discografiche creano nel 2002 la Trovarobato, denominata successivamente Famosa Etichetta Trovarobato, per poter così gestire al meglio le loro attività. In breve tempo la Trovarobato comincia anche ad occuparsi di altri artisti, producendo dischi e programmi radiofonici e curando booking e promozione.
Nel 2002 esce Domino Dorelli e nel 2004 è la volta di Quanti sedani lasciati ai cani. Quest'ultimo rappresenta una documentazione sonora di un'omonima pantomima itinerante, nonché è la prima uscita della band sulla propria etichetta Trovarobato.
L'EP Suzuki Bazuki (2004) precede l'uscita di Resistenza e amore, realizzato insieme ad Alessio Lega.
Nel 2004 esce un minialbum strumentale, Nuotando in un Pesce Bowl, registrato nel 2001 e contenente cinque tracce in cui vengono rielaborate altrettanti pezzi classici della canzone napoletana antica; da questo lavoro viene inoltre realizzato un remix elettronico dal titolo Metamorfosi di canzoni napoletane, con la collaborazione di Lorenzo Brusci. Sempre nel 2004 viene pubblicato l'EP Forza Musica.
Nel 2005 esce un doppio CD, Pròffiti Now! Prima conferenza sulla musica componibile, in cui si alternano canzoni a pezzi strumentali, e in cui sono presenti oltre 180 interviste effettuate nel corso del tempo a diversi personaggi dell'arte e della musica italiana.
Nel 2007 viene pubblicato Best Company, album che contiene le cover registrate dai Mariposa nel corso dei primi nove anni di carriera: tra le altre vi sono canzoni di Beatles, King Crimson, Afterhours, Gong, Dmitrij Kabalevskij, Enzo Jannacci, Giorgio Gaber, Stormy Six e Fabrizio De André.
Nel 2009 esce Mariposa, album a cui collabora Daevid Allen dei Gong.
L'intensa attività della band non si esaurisce solo nell'ambito Mariposa: i singoli membri del gruppo collaborano come session man con diversi altri artisti italiani tra cui Vinicio Capossela, Morgan, Marco Parente e Beatrice Antolini. Inoltre Gabrielli, è membro stabile degli Afterhours dal 2006 al 2009.
Sempre nel 2009 partecipano al progetto Il paese è reale, inserendo un brano, Le cose come stanno, nella compilation Afterhours presentano: Il paese è reale (19 artisti per un paese migliore?).
Nel 2010 prendono parte al progetto La leva cantautorale degli anni zero, realizzato dal Club Tenco e dal Meeting delle Etichette Indipendenti, in collaborazione con l'etichetta Ala Bianca. Nello stesso anno pubblicano il singolo Sanremo in concomitanza del Festival di Sanremo e in collaborazione con la Repubblica XL. 
Nel 2011 esce un nuovo album, Semmai semiplay.
Nel novembre del 2011, Fiori, voce storica del gruppo, che nel frattempo aveva già esordito da solista con l'album Attento a me stesso (2010, Urtovox Records), lascia i Mariposa, per proseguire la sua carriera solista. Il suo posto viene preso da Serena Altavilla, voce dei Blue Willa, che debutta con i Mariposa in occasione del Premio Tenco a Sanremo l'11 novembre.
L'11 aprile 2012 vedrà la luce il primo album con la Altavilla, dal titolo Semmai Semiplaya, che conterrà soprattutto versioni acustiche di brani dei dischi precedenti.
Nel novembre 2019 annunciano l'uscita di un nuovo singolo Pura Vida, Dittatura!, apripista di un nuovo disco chiamato Liscio Gelli in uscita nel 2020 per l'etichetta fiorentina Santeria / Audioglobe. Alla formazione del 2011 si aggiunge Daniele Calandra, già voce degli Addamanera.

## Discografia

### Album in studio

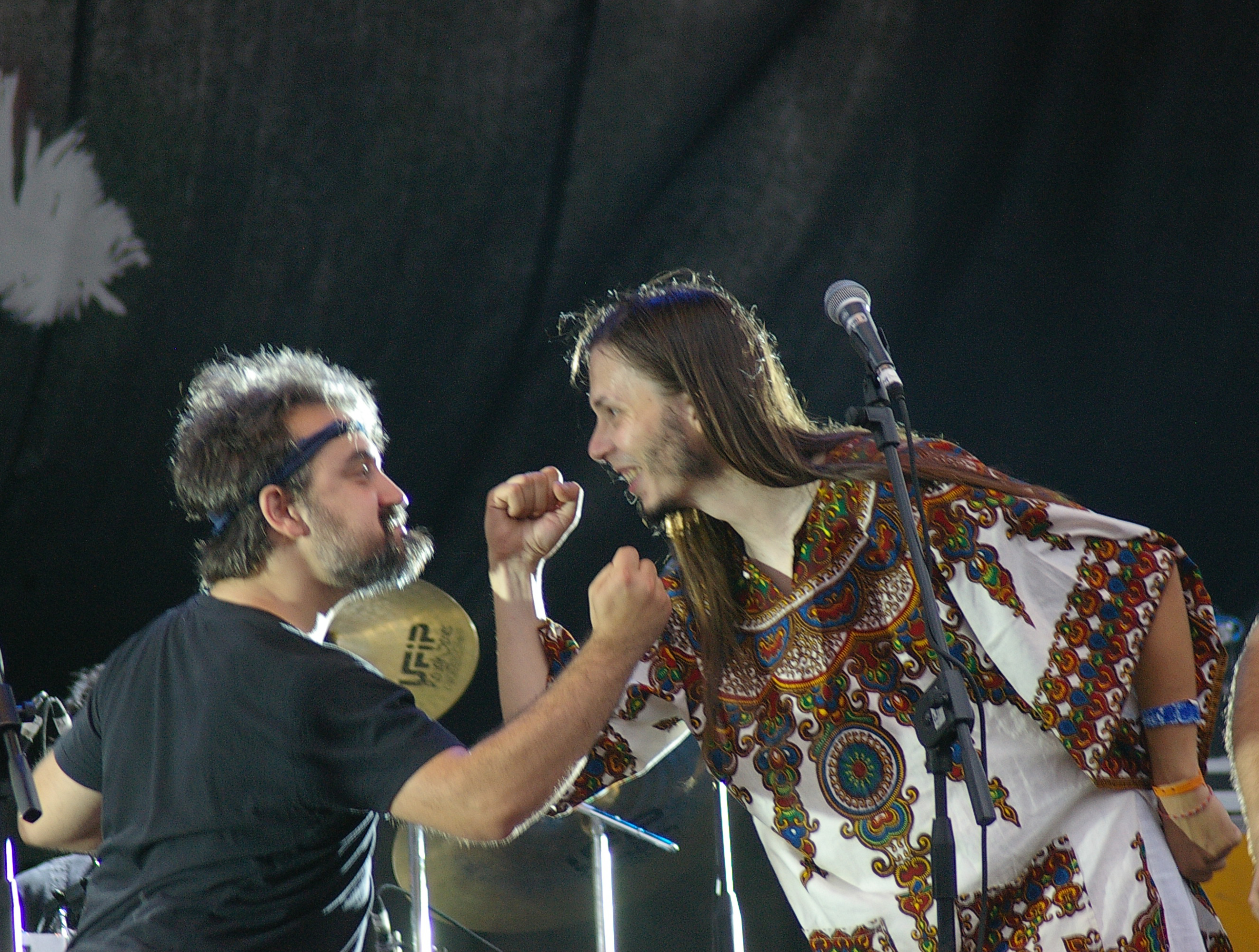
Alessandro Fiori e Enrico Gabrielli durante il concerto "il paese è reale" a Milano il 19 giugno 2009

- 1998 – L'arco di gesso (Autoprodotto)
- 2000 – Portobello illusioni (Le Pareti Sconnesse e Materiali Sonori)
- 2002 – Domino Dorelli (Santeria)
- 2004 – Quanti sedani lasciati ai cani (Trovarobato e Officine della Cultura)
- 2004 – Nuotando in un Pesce Bowl (Trovarobato)
- 2004 – Metamorfosi di canzoni napoletane (Trovarobato e Timet free download)
- 2005 – Pròffiti Now! Prima conferenza sulla musica componibile (Trovarobato)
- 2007 – Best Company (Trovarobato)
- 2009 – Mariposa (Trovarobato)
- 2011 – Semmai semiplay (Trovarobato)
- 2012 – Semmai Semiplaya (Trovarobato)
- 2020 – Liscio Gelli (Trovarobato e Santeria - Audioglobe)

### EP
- 2004 – Suzuki Bazuki (Trovarobato solo digitale, free download)
- 2004 – Forza Musica (Trovarobato solo digitale, free download)

### Singoli
- 2010 – Sanremo (Trovarobato solo digitale, free download)
- 2019 – Pura Vida, Dittatura! (Santeria - Audioglobe solo digitale)

### Con Alessio Lega
- 2004 – Resistenza e amore (Trovarobato e Nota) con Alessio Lega (album vincitore della Targa Tenco 2004 – Miglior Opera Prima)

### Compilation
- 2002 – Le Signorine Centramericane in Sonica True Vibes Festival VII Edizione (Musica e Suoni)
- 2003 – Ai buoni la macedonia in Quando erano bambini (a favore dei bambini di Goiàs, Brasile) (Lao–Tsu e Abis)
- 2003 – Bombing Motorway in IDBOX.IT compilation vol.1
- 2003 – Il Mostro e l'Aerosol in Timet, Compilatione (Timet)
- 2003 – La trota neon in MusicAlive#Uno
- 2003 – Monti di Mola in Non più i cadaveri dei soldati (allegato a Mucchio Extra)
- 2003 – Pompelmo rosa in Real Rock vol. 18 (allegato a Rockstar)
- 2004 – Il Pappagallo in Tora! Tora! Compilation 2004 (Mescal)
- 2004 – La luna ha molto tempo da buttare (alternate version) in Compilation Roma’n’cess (Fuoriorbita)
- 2004 – Ob-La-Di Ob-La-Da in Let It Boom (solo digitale in musicboom.it)
- 2004 – Sex, Sleep, Eat, Drink, Dream in An Unconventional Italian Guide to King Crimson (Mellow Records)
- 2004 – Un'Idea in Un'Attrazione un po' incosciente (allegato a Mucchio Extra)
- 2005 – Male di Miele in Lo Zecchino d'Oro dell'Underground (Snowdonia)
- 2005 – Il testamento del parroco Meslier con Alessio Lega in Seguendo Virgilio – Dentro e fuori il Quartetto Cetra (Ala Bianca I dischi del Club Tenco)
- 2005 – Pinoleum Christi in Compilation Demential Rock Vol.1 (Latlantide)
- 2007 – Il signor Hood in coppia con i Transgender in Con quali occhi (un omaggio a Francesco de Gregori) (allegato a Mucchio Extra)
- 2008 – Forza Musica in Und so writer, nuovi autori nuove canzoni (venduto in occasione dell'Und so writer festival)
- 2009 – Clinique veterinaire (feat. Daevid Allen) in A Buzz Supreme Compilation 2009 (solo digitale)
- 2009 – L'Apprendista in Stormy Suite (Erosha)
- 2009 – Le cose come stanno in Afterhours presentano: Il paese è reale (19 artisti per un paese migliore?) (AC Europerecords e Casasonica)
- 2009 – Sombrero Mescalero in Concerto Grosso (CD-R inedito con i Julie's Haircut – A silent place)
- 2010 – Inno della Gioventù della pace in Materiali resistenti
- 2010 – Sanremo in La leva cantautorale degli anni zero
- 2010 – Sof-a-ha in Trovarobato Songswap
- 2011 – Sanremo in A Buzz Supreme Compilation 2010 (solo digitale)
- 2011 – Un'estate italiana (cover di Edoardo Bennato e Gianna Nannini) in Cantanovanta (Garrincha Dischi)
- 2011 – Black baby hallucination in Rockit - Vol.29 // MI AMI 2011 (solo digitale in rockit.it)

## Formazione

### Formazione attuale
- Serena Altavilla – voce (2011-presente)
- Daniele Calandra – voce (2019-presente)
- Gianluca Giusti – wurlitzer, sintetizzatore (1999-presente)
- Michele Orvieti – tastiere, orvietronics (1999-presente)
- Enrico Gabrielli – sintetizzatore, fiati, fisarmonica giocattolo (1999-presente)
- Rocco Marchi – chitarra elettrica, basso elettrico, moog (2000-presente)
- Enzo Cimino – batteria (2001-presente)
- Valerio Canè – basso elettrico, voce, armonica a bocca, theremin (2007-presente)

### Ex componenti
- Alessandro Fiori – voce, chitarra elettrica, violino, diamonica (1999-2011)